# Union Station (Portland)
 For alternative betydninger, se Union Station. (Se også artikler, som begynder med Union Station)
Union Station er en jernbanestation i Portland, Oregon i USA. Den ligger tæt på Willametteflodens vestlige bred i bydelen Old Town Chinatown.
Ud over at være station for Amtrak, indeholder bygningen kontorer på de øvre etager, samt en restaturant i stueetagen. Amtraks eneste Metropolitan Lounge ligger også i stationsbygningen; loungen er forbeholdt rejsende på første klasse og er den eneste af sin slags på USA's vestkyst.